# حسين جنيد
حسين جنيد (مواليد الإسكندرية 10 نوفمبر 1918 - وتوفي بالقاهرة 15 نوفمبر 1990)، هو موسيقي وملحن مصري من المشاهير في عالم التلحين في القرن العشرين.

## وصلات خارجية
- حسين جنيد على موقع الدهليز
- حسين جنيد على موقع قاعدة بيانات الأفلام العربية